# Vigiland
Vigiland är en svensk DJ-grupp från Västervik som består av Claes Remmered Persson och Otto Pettersson. Genren klassas som Melbourne Bounce. Debutsingeln UFO blev en stor hit på Spotify då den släpptes 2014. Den nådde som högst andra plats på Sverigetopplistan. Andra kända låtar är Shots & Squats och Pong Dance, vilka båda också nådde andra plats.

## Diskografi

### Singlar
- 2014 - UFO
- 2015 - Shots & Squats
- 2015 - Addicted
- 2016 - Pong Dance
- 2016 - Let's Escape
- 2017 - Friday Night
- 2017 - Another Shot
- 2018 - Be Your Friend

### EP
- 2018 - V